# チャウタイン県 (タイニン省)
チャウタイン県（チャウタインけん、ベトナム語：Huyện Châu Thành / 縣週城?）は、ベトナム社会主義共和国タイニン省の県である。面積は580.9km²、人口は141,875人（2018年）である。

## 行政区画
以下の1市鎮14社から構成される。
- チャウタイン市鎮（Châu Thành / 周城）
- アンビン社（An Bình / 安平）
- アンコー社（An Cơ / 安基）
- ビエンゾイ社（Biên Giới / 辺界）
- ドンコイ社（Đồng Khởi / 同起）
- ハオドゥオク社（Hảo Đước / 好特）
- ホアホイ社（Hòa Hội / 和会）
- ホアタイン社（Hòa Thạnh / 和盛）
- ロンヴィン社（Long Vĩnh / 隆永）
- ニンディエン社（Ninh Điền / 寧田）
- フオックヴィン社（Phước Vinh / 福榮）
- タイビン社（Thái Bình / 太平）
- タインディエン社（Thanh Điền / 清田）
- タインロン社（Thành Long / 成隆）
- チービン社（Trí Bình / 治平）